# Säynäjäjoki (vattendrag, lat 67,10, long 27,75)
Säynäjäjoki är ett vattendrag i Finland.   Det ligger i landskapet Lappland, i den norra delen av landet, 800 km norr om huvudstaden Helsingfors.